# Hujiao bing

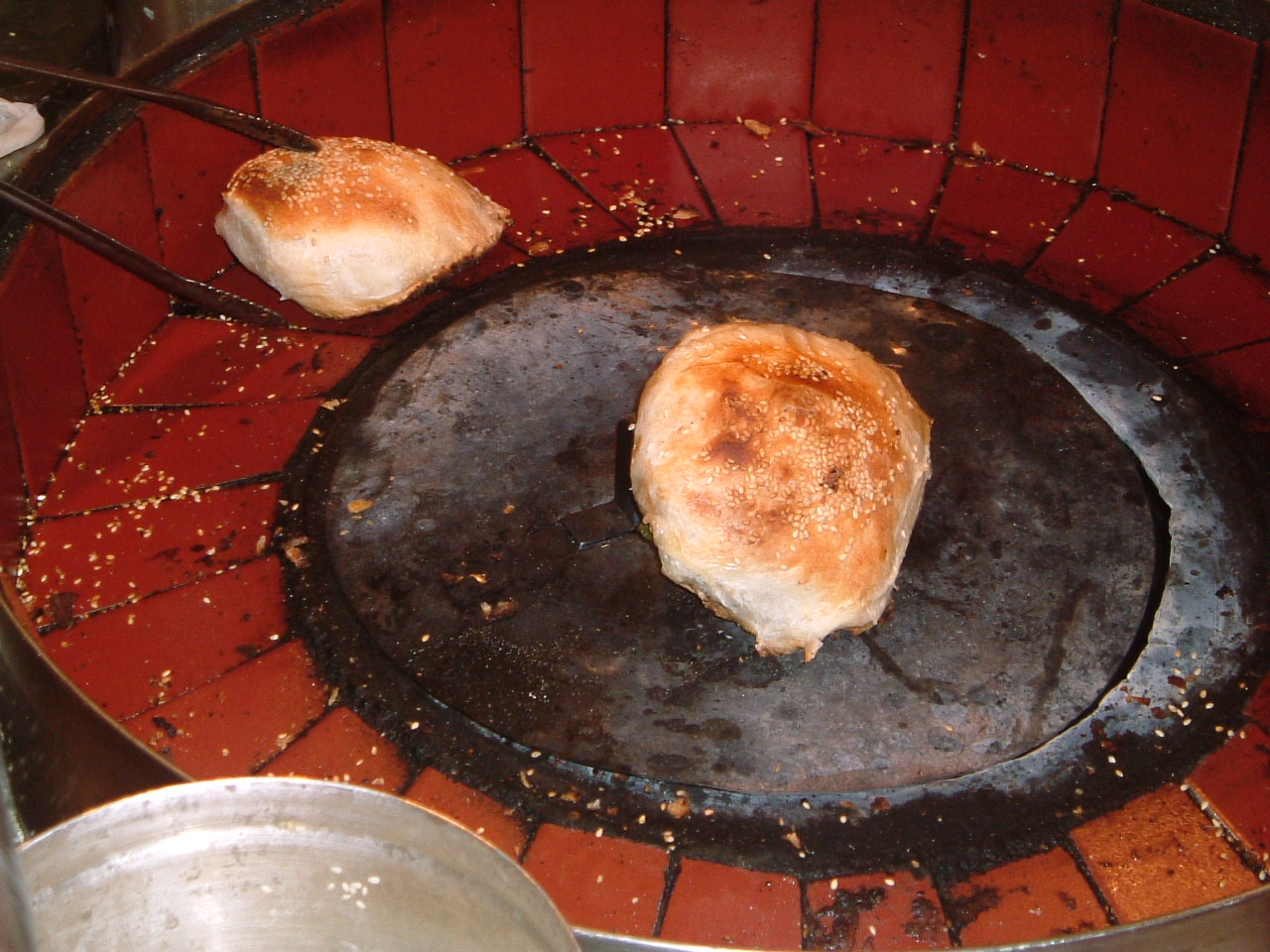
Hújiāo bǐng

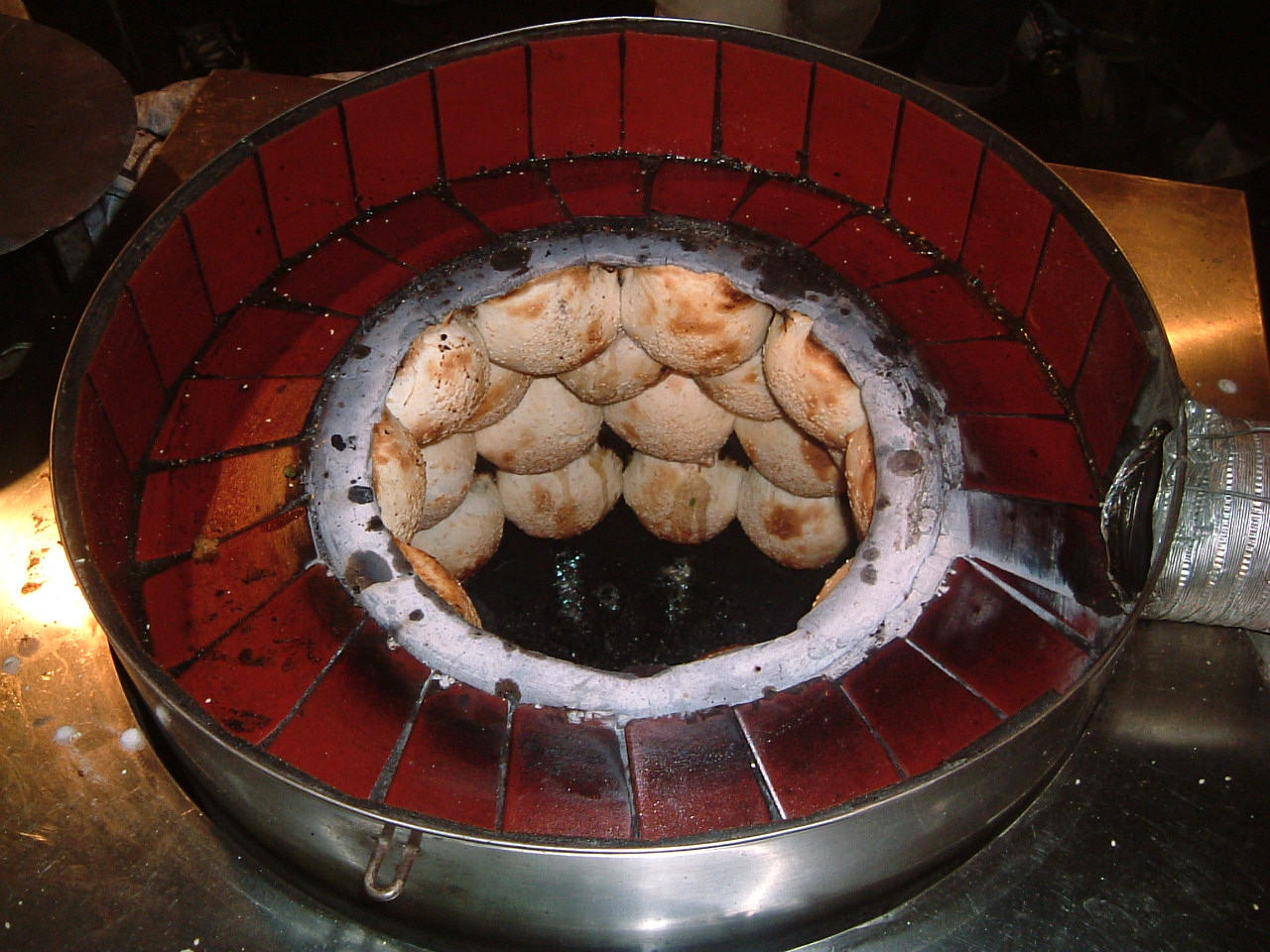
Zubereitung im Ofen

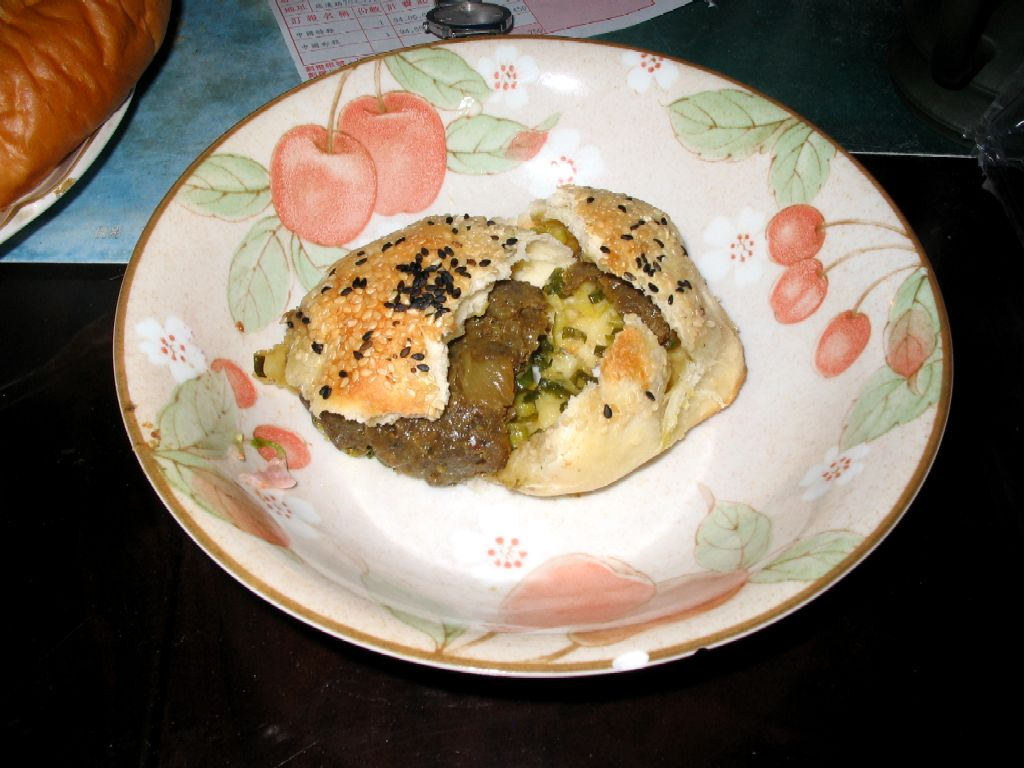
Geöffnete Hújiāo bǐng

Hujiao bing, orthographisch korrekt Hujiaobing (chinesisch 胡椒餅 / 胡椒饼, Pinyin hújiāobǐng – „Pfeffer-Teigtasche“), sind eine Art von gebackenen und gefüllten, brötchenartigen Teigtaschen, die aus der chinesischen Stadt Fuzhou stammen. Die gefüllten Teigtaschen sind in Südchina und Taiwan sehr beliebt, und sie können auf Nachtmärkten oder an Straßenständen in ganz Taiwan erworben werden. Es gibt viele Variationen der Hujiao bing. Die üblichen Zutaten sind Mehl, Wasser und Backtriebmittel für die äußere Teigschale, während die Füllung aus Fleisch (meist Schweinefleisch oder Rindfleisch), Zucker, Sojasauce, weißem Pfeffer oder schwarzem Pfeffer und Schalotten besteht.

## Herkunft
Es wird überwiegend angenommen, dass die Pfeffertaschen aus der Taiwan auf dem chinesischen Festland gegenüberliegenden Stadt Fuzhou stammen. Die Verbreitung in Taiwan erklärt sich aus einer großen Anzahl Straßenverkäufer mit familiären Wurzeln in Fuzhou.

## Zubereitung
Zuerst werden Mehl, Wasser und Triebmittel wie Hefe oder Backpulver zu einem Teig vermischt und dann zu einem dünnen, kreisförmigen Fladen gewalzt, ähnlich wie bei einem Naan. Dann vermengt man die gehackten Schalotten mit Fleisch (meistens Schweinebauch) und viel Pfeffer. Damit werden die Teigstücke befüllt. Danach streut man auf die Teigtasche Zucker und Sesam. Später werden die Taschen an die Innenwand eines zylindrischen Ofens geklebt. Der Boden des Ofens wird mit Brennholz aufgeheizt. Auf die Oberseite des Ofens klebt man gut ein Dutzend Hujiao bing und bedeckt danach den Ofen. Ein paar Minuten später nimmt man die Teigtaschen mit einer Zange aus dem Ofen.